# 吴海昆
吴海昆（1960年11月—），中华人民共和国政治人物，河南密县人，1977年9月参加工作，1986年5月加入中共。1987年毕业于中国人民大学统计学专业干部专修科。曾任青海省发展和改革委员会主任，现任青海省人大常委会副主任。

## 生平
1979年11月至1992年2月，历任青海省海西蒙古族藏族自治州大柴旦镇工商管理所干部、大柴旦镇生产组干部、海西州统计局干部、统计局综合科副科长、海西州劳动人事局副科级干部；
1992年2月至2000年12月，历任青海省政府研究室副主任科员、主任科员、研究室副主任、经济研究信息中心宏观经济处副处长、处长；
2000年12月至2008年12月，历任海西蒙古族藏族自治州副州长、州委常委、州委副书记；
2008年12月，任青海省发展和改革委员会副主任、副书记；
2011年1月，任青海省经济委员会主任、书记；
2013年2月，任青海省发展和改革委员会主任、书记。
2018年1月，任青海省人大常委会副主任。